# Capilla de San Pedro (Mezquita-catedral de Córdoba)

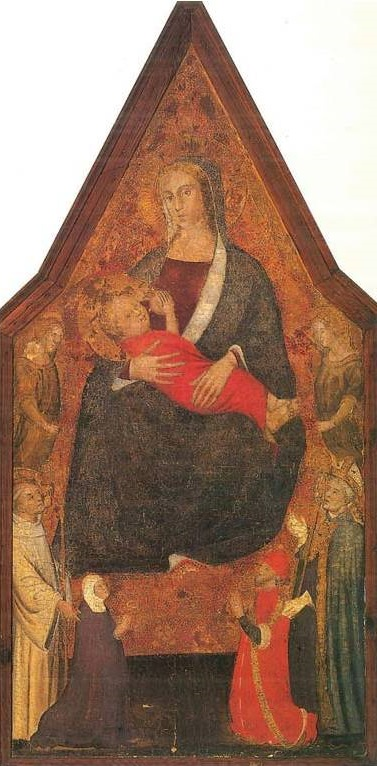
Políptico de la Virgen de la Leche (c. 1390), donde aparecen Alfonso Fernández de Montemayor y su esposa Aldonza Díaz de Haro. Estuvo en la capilla hasta su desmontaje en 1815, ahora en las dependencias del palacio episcopal de Córdoba.

La capilla de San Pedro fue una capilla ubicada donde actualmente se encuentra el antiguo mihrab de la Mezquita-catedral de Córdoba. Fue sagrario hasta la construcción de la capilla del Sagrario en 1581 y tuvo uso litúrgico hasta su desmontaje en 1815 por el obispo Pedro Antonio de Trevilla para dejar a la vista el mihrab.

## Historia
La zona del mihrab quedó prácticamente intacta tras la conquista cristiana de Córdoba en 1236 por el rey Fernando III de Castilla. No obstante, y debido a su cercanía a la antigua capilla mayor, actualmente conocida como capilla de Villaviciosa, en esta zona se dispuso el sagrario hasta la construcción de la capilla del Sagrario en 1581.
Asimismo, el 16 de octubre de 1368, Enrique II de Castilla entregó esta zona a Alfonso Fernández de Montemayor, adelantado mayor de Andalucía, debido a su ayuda al monarca en la batalla del Campo de la Verdad contra su hermanastro Pedro I durante la Primera guerra civil castellana (1351-1369). El Cabildo de la Catedral lo recordaba así: Cuando aquí vinieron con don Pedro, el tirano hereje, y con el rey de Granada, para destruir y matar a cuantos aquí estábamos. Enrique II se lo entregó al adelantado para enterramiento de sus familiares, con la condición de que non mandases ni puedes mandar que vos ni ningún otro alguno se entierre en la capelleta de las losas, que era el alquibla de los moros, que está dentro de la dicha capilla de San Pedro, para que esté desembargada. La donación también comprendían los dos intercolumnios donde se encuentra el sabat, el acceso hacia el antiguo Alcázar andalusí, ya convertido en palacio episcopal. En este momento se cerró la puerta original del sabat y se abrió otra a un metro de distancia al oeste para que el obispo pudiera acceder directamente hacia su palacio.
La capilla se cerró con muros y rejas y se colocó un retablo costeado por Alfonso Fernández de Montemayor en el costado oriental de la capilla, donde actualmente se encuentra la tumba de Leonor Bocanegra (f. 1448), nieta del adelantado, dejando libre el acceso al mihrab que hacía de sacristía. Nunca existió un retablo directamente encima de los mosaicos del mihrab, lo que ha favorecido a su conservación hasta la actualidad. En torno a 1390 tuvo que colocarse el nuevo retablo gótico que se componía de cinco pinturas en tabla de Catalina de Alejandría, el apóstol Pedro, en el centro y más grande la Virgen de la Leche, donde también aparece Alfonso, el apóstol Pablo y Francisco de Asís. Bajo la cúpula se construyó una cripta y se colocó el sarcófago de Fernández de Montemayor, elevado del suelo.
Además, el tenante de altar que actualmente se encuentra en el Museo de San Vicente, dentro del templo, también estaba ubicado en la zona occidental de la capilla, así como un crucifijo de época de la conquista cristiana de la capilla de San Martín, que tras construirse la capilla de Santa Teresa en su lugar, pasó a esta capilla, actualmente desaparecido.

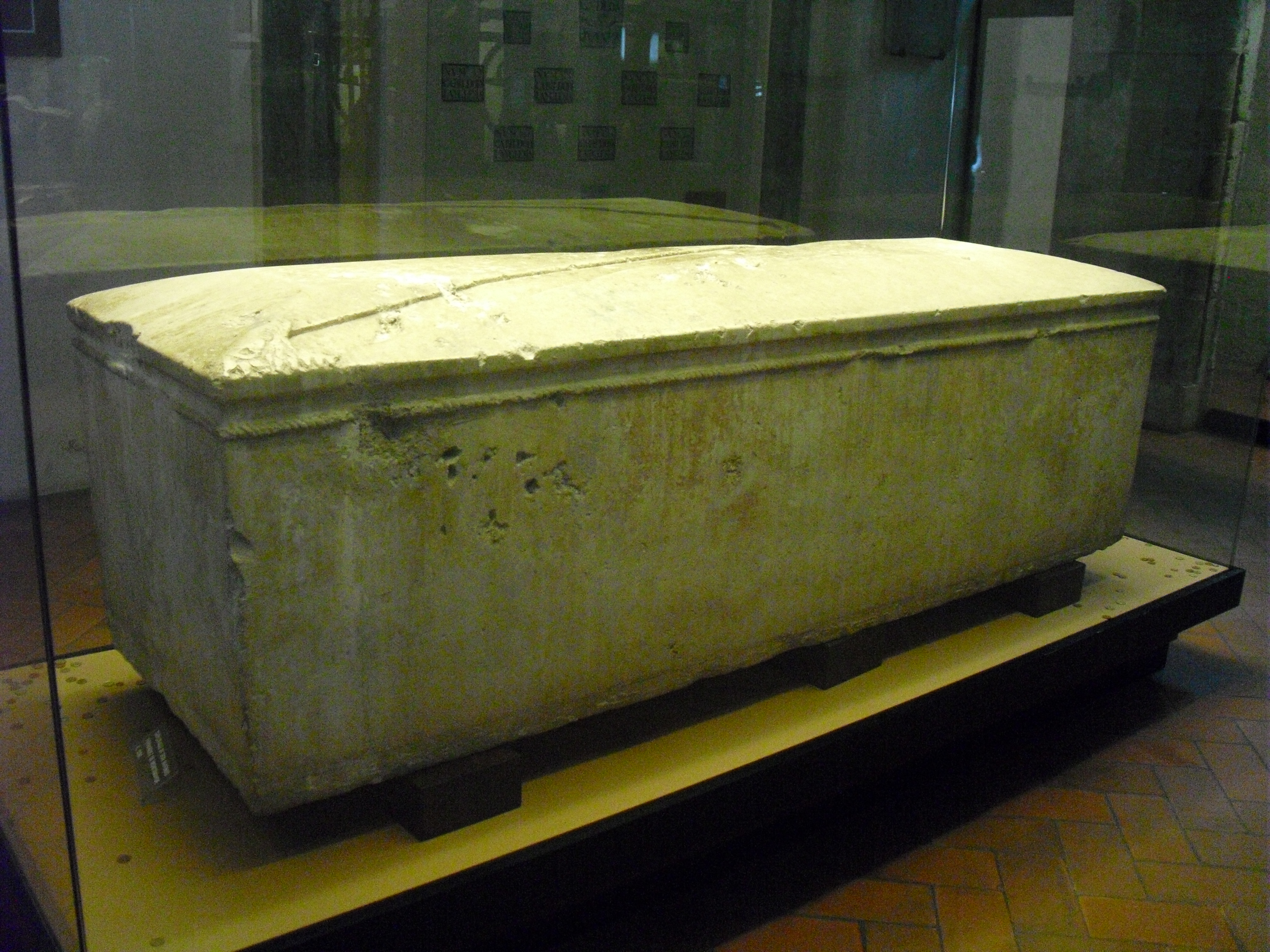
El sarcófago de Alfonso Fernández de Montemayor, hoy en el Museo de San Clemente, dentro de la Mezquita.

### Desacralización
El condado de Alcaudete y el señorío de Montemayor perdieron el patronato de la capilla en 1779 tras rehusar realizar las reparaciones necesarias. En 1815, el obispo Pedro Antonio de Trevilla ordenó el desmontado del retablo gótico, que actualmente se conserva en las dependencias del Palacio episcopal y fue restaurado en 1950. A comienzos del siglo XX se trasladó el sarcófago de Fernández de Montemayor al Museo de San Clemente, dentro del templo, donde se conserva actualmente.